# Городище (Стрыйский район)
Городи́ще (укр. Городище) — село в Ходоровской городской общине Стрыйского района Львовской области Украины.
Население по переписи 2001 года составляло 495 человек. Занимает площадь 2,08 км². Почтовый индекс — 81726. Телефонный код — 3239.

## История
В 1946 году указом ПВС УССР село Городище-Королевское переименовано в Городище.